# 398年
| 千纪： | 1千纪 |
| 世纪： | 3世纪 \| 4世纪 \| 5世纪 |
| 年代： | 360年代 \| 370年代 \| 380年代 \| 390年代 \| 400年代 \| 410年代 \| 420年代 |
| 年份： | 393年 \| 394年 \| 395年 \| 396年 \| 397年 \| 398年 \| 399年 \| 400年 \| 401年 \| 402年 \| 403年                                                                                          |
| 纪年： | 戊戌年（狗年）；东晋隆安二年；后燕永康三年，青龍元年，建平元年；后秦皇初五年；西秦太初十一年；北魏皇始三年，天兴元年；后凉龍飛三年；南凉太初二年；北凉神玺二年；南燕元年；高句丽永乐八年 |

## 大事记
- 中国
  - 代王拓跋珪議定國號為「魏」，定都平城(大同)。
  - 正月，慕容德派李延北上告知拓跋珪北歸的消息，慕容寶不顧慕容農、慕容盛反對，斷然南征，慕容隆舊部段速骨、宋赤眉等人利用諸軍的厭戰之心，迫使慕容隆之子高陽王慕容崇為首，殺宗室諸王反叛，慕容寶、慕容農引兵回大營討段速骨等，但因為士兵厭戰，兵眾都潰散，慕容寶等人奔還龍城。
  - 三月，慕容農被蘭汗所誘騙，秘密出龍城進入段速骨軍中以求自保，龍城守軍見慕容農在城下，驚愕而鬥志崩潰、潰逃，龍城被段速骨攻陷，慕容寶等人出走。
  - 慕容德離開鄴城，渡過黃河抵達滑台，在慕容麟建議下先称燕王。慕容麟建議慕容德稱帝，但慕容德先稱燕王，建立南燕，以慕容麟為司空、領尚書令，但慕容麟又想作亂，遂被賜死。
  - 四月，欲南投慕容德的慕容寶知道慕容德已稱燕王後就不敢繼續前進，被蘭汗誘騙回龍城殺害，蘭汗又殺太子慕容策及王公大臣，自稱大都督、大將軍、大單于，昌黎王，定年號青龍。
  - 司馬道子忌憚長據荊州的桓玄，於是下詔以他督交廣二州、建威將軍、平越中郎將、廣州刺史、假節。桓玄受命但沒有到廣州上任；同時聽從司馬尚之多樹外藩的建議，削奪了豫州刺史庾楷都督地區，調王愉為江州刺史，都督豫州四郡、輔國將軍、假節。
  - 七月，外戚王恭在豫州刺史庾楷的勸說下，以討伐王愉及司馬尚之兄弟為名聯結了荊州刺史殷仲堪、廣州刺史桓玄、豫州刺史庾楷、雍州刺史楊佺期等一同再度起兵，因劉牢之倒戈背叛，王恭被捕並被處死，劉牢之代之為北府軍領袖，但參與起兵的殷仲堪、桓玄和楊佺期三人仍分據荊、江、雍三州。
  - 8月15日——慕容寶庶子慕容盛殺死蘭汗，8月19日以長樂王稱制。
  - 11月12日——慕容盛即後燕帝位。
  - 五斗米教首領孫泰認為晉室將亡，與其侄孫恩、孫恩妹夫盧循陰謀起義，被會稽內史謝輶揭發，終被司馬道子所殺，孫恩等餘眾流亡舟山群島。
  - 十月——後燕國主慕容盛称帝。

## 出生
- 范曄，南朝宋國政治家，歷史學家，《後漢書》作者（445年去世，47岁）

## 逝世
- 5月27日——慕容宝，后燕第二位皇帝（355年出生，57岁）
- 8月18日——兰汗，后燕将军
- 10月13日——王恭，東晉外戚，孝武帝皇后王法慧之兄，晉朝名士王濛孫。
- 孫泰，東晉道士，五斗米教教主。
- 慕容麟，十六國時期後燕宗室，燕成武帝慕容垂之子，因謀反被叔父慕容德賜死。
- 慕容農，十六國時期後燕宗室，燕成武帝慕容垂之子，被高陽王慕容崇的親信殺死。
- 郗恢，東晉將領，太尉郗鑒之孫、北中郎將郗曇之子，因東晉內亂而被逼離開回京，途中遇害。